# Jean Stelli
Jules Élie Ernoult dit Jean Stelli, né le 6 décembre 1894 à Lille et mort le 2 février 1975 à Grasse, est un réalisateur et journaliste français.

## Biographie
Acteur de théâtre, puis journaliste, il débute au cinéma comme acteur dans Les Roquevillard (1922), puis comme assistant de Julien Duvivier. Il passe ensuite à la réalisation : son premier long métrage, Jeunesse d'abord, une comédie coréalisée par Claude Heymann, sort en 1935.
Réalisateur prolifique œuvrant dans le cinéma populaire, il tourne une trentaine de films, dont Le Voile bleu (1942), un mélodrame mettant en vedette Gaby Morlay qui connait un important succès pendant l'occupation.  Durant la suite de sa carrière, Stelli signera plusieurs autres films sentimentaux comme La Valse blanche (1943), Route sans issue (1948) ou Maria du bout du monde (1951). 
En 1945, Stelli réalise La Tentation de Barbizon, une comédie fantaisiste dans laquelle on aperçoit brièvement un acteur débutant au cinéma : Louis de Funès.  Parmi les autres films de Stelli, on compte Cinq tulipes rouges (1948) une énigme policière se déroulant durant le Tour de France, et Envoi de fleurs (1950), biographie romancée du compositeur Paul Delmet, dont le rôle est tenu par Tino Rossi.  Stelli réalise aussi quelques films d'espionnage de la série Deuxième bureau avec Frank Villard, dont Rapt au Deuxième Bureau (1958), avec Dalida dans un second rôle,  ou Deuxième Bureau contre terroristes, sorti en 1961 et qui sera son dernier film.

## Filmographie

### Comme acteur
- 1922 : L'Ouragan sur la montagne de Julien Duvivier
- 1922 : Les Roquevillard de Julien Duvivier

### Comme assistant-réalisateur
- 1935 : Golgotha de Julien Duvivier

### Comme réalisateur
- 1935 : Jeunesse d'abord (coréalisateur : Claude Heymann)
- 1938 : Durand bijoutier
- 1939 : Pour le maillot jaune
- 1939 : L'Or du Cristobal (coréalisateur : Jacques Becker)
- 1942 : Le Voile bleu
- 1943 : La Valse blanche
- 1944 : L'Enfant de l'amour
- 1945 : La Tentation de Barbizon [2]
- 1946 : Mensonges
- 1946 : Le Mystérieux Monsieur Sylvain
- 1947 : La Cabane aux souvenirs
- 1948 : Route sans issue
- 1948 : Cité de l'espérance
- 1948 : Cinq tulipes rouges
- 1949 : Dernier Amour
- 1949 : La Voyageuse inattendue
- 1950 : On n'aime qu'une fois
- 1950 : Envoi de fleurs
- 1951 : Maria du bout du monde
- 1951 : Sérénade au bourreau
- 1951 : Mammy
- 1951 : Une fille sur la route
- 1952 : Un trésor de femme
- 1953 : La nuit est à nous
- 1953 : Les Amoureux de Marianne
- 1955 : La Foire aux femmes
- 1956 : Alerte au Deuxième Bureau
- 1957 : Baratin
- 1957 : Deuxième Bureau contre inconnu
- 1958 : Rapt au Deuxième Bureau
- 1961 : Deuxième Bureau contre terroristes